# Joan Tuset i Suau
Joan Tuset i Suau (Arbós, Tarragona; 19 de diciembre de 1957) és un pintor y escultor español. de los siglos XX y XXI. De su estilo son características sus figuras. Creó un estilo propio dentro del arte figurativo, caracterizado por las deformaciones del cuerpo y su ambigüedad en el plano intencional.

## Biografía
Estudió Bellas Artes en Tarragona y Barcelona. En 1976 presentó su primera exposición en Tarragona. Durante la década de 1980 se instala en Canadá, donde permanece durante 6 años. Allí expuso en las galerías Edimage, Joyce Yahouda Gallery, y Cultart con la que también expondrá más tarde en el Instituto de Arte de Chicago, y FIAC 87. Foire Internationale de Arte au Grand Palais de París.
En 1989 vuelve a París donde vive durante 6 meses y expone en Galerie Vision Quai.
Estas estancias producen un viraje fundamental en su vida y trabajo, ya que a partir de entonces sus composiciones figurativas, adquieren una mayor fuerza y tensión formal, sus personajes una base más clásica, y su estilo se enriquece con deformaciones más personales y expresivas. Cuando vuelve a Cataluña, se instala entre Arbós y Barcelona. Hace varias exposiciones dentro y fuera de España, Tarragona, Gerona, Barcelona, Valladolid, Salamanca, Düsseldorf, Roma, Portugal y París.

## Obra

### Pintura
Es un artista fiel a sus principios figurativos que ha creado su estilo propio dentro del arte contemporáneo en la figura humana. Joan Tuset ha ido definiendo una propuesta rigurosa y personal, asumiendo los valores de la vanguardia y del clasicismo, lejos de fórmulas estereotipadas, pero si fiel a unas constantes temáticas, una elaboración y un estilo inconfundibles.
Siempre buscando elementos que puedan enriquecer lo que ya ha dicho en otras obras o lo que cree que todavía no ha dicho. Usa la pintura para realzar la pasión y a veces la ironía con una carga simbólica que otorgan una inusual fuerza dramática a su obra, dando lugar a múltiples interpretaciones y a un fluir de ideas.
Su universo ha alcanzado una expresión propia y continua. Su búsqueda se prolonga desde una conciencia de contemporaneidad, que muchas veces no vacila en extraer de las más primitivas fuentes parte de su inspiración.
Más recientemente, ha introducido en su obra reflexiones más complejas e intelectualizadas, sobre su entorno, las cosas que le rodean, su taller, su espiritualidad, su día a día de las que toma ideas para crear su arte.
La Figura humana es esencial en la pintura de Joan Tuset, se interesa por ella no sólo para reproducirla en su especial captación visual, sino para expresar diversidad de situaciones emocionales. La honestidad de expresión personal que hay en las obras de Tuset las hace muy interesantes. (Josep Maria Cadena)
Joan Tuset, nos habla sobre conectar con un mundo que le permite "expresar sus ideas y pensamientos", el arte sirve "para expresar y comunicar nuestros sentimientos, emociones, pensamientos y experiencias más íntimos". 
Nuestro intercambio, el poder del arte para comunicar ideas y sentimientos complejos, transmitidos por el fuerte impulso que puede proporcionar al ser humano, con el objetivo de "crear libremente y transmitir algo que solo se puede entender desde la necesidad de pensar y vivir como artista ". Conceptos encontrados, según Tuset, en la esencia del arte, ya que consiste en "aprender a ver, a darse cuenta de que estamos aquí, de que estamos vivos", y el arte ayuda a vincular nuestro mundo interior con el mundo exterior.
Según Josep Maresme i Pedregosa, miembro de ICOM, "su estilo personal, el cual da más fuerza y personalidad a toda su obra, la hace comprensible, dando una visión muy propia, del sentimiento de la belleza. Pienso que hay que admirar detenidamente su obra y saberla saborear como se merece".

### Escultura

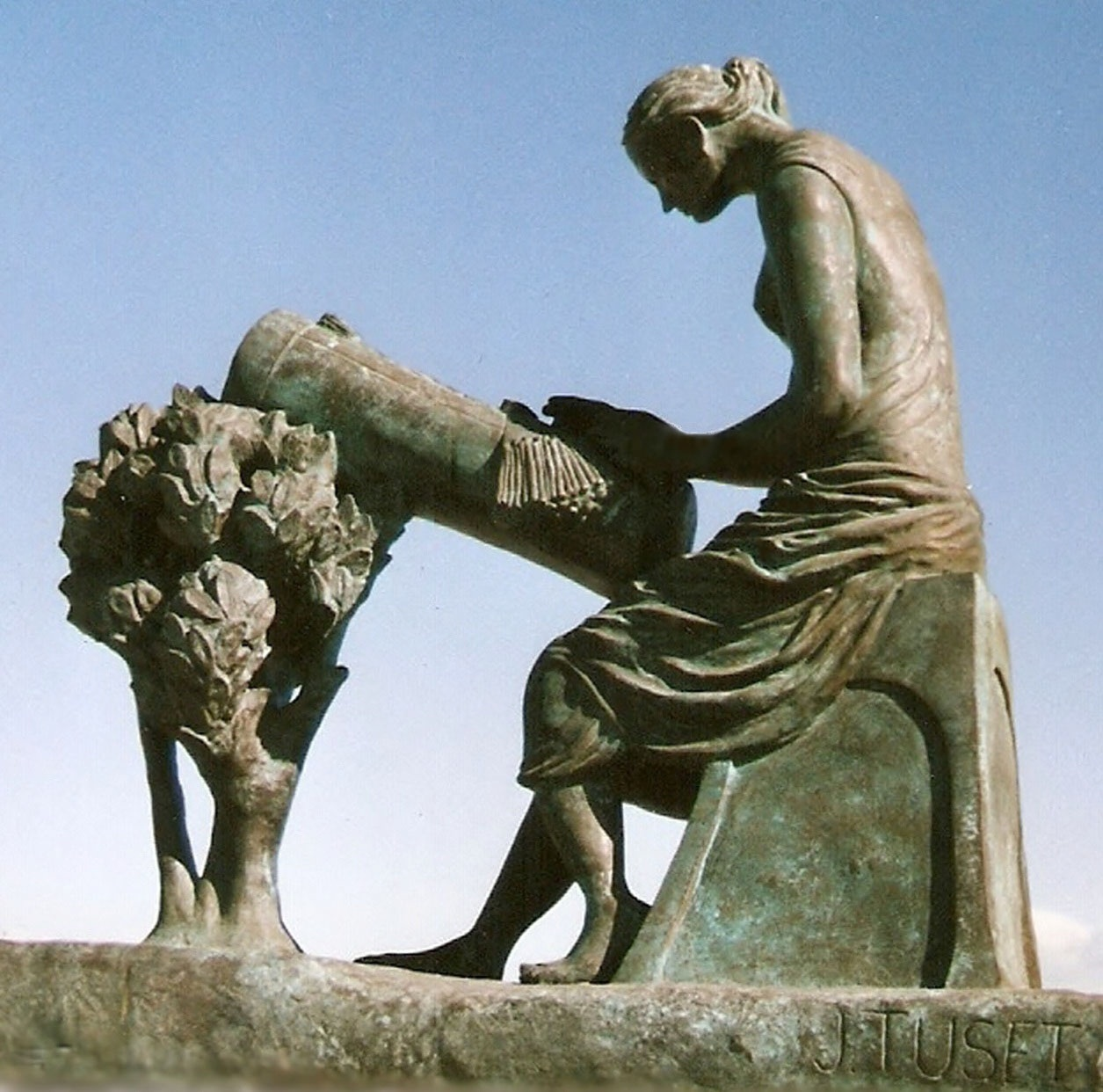
Monumento a la encajera de Arbós. Obra en bronce del escultor Joan Tuset 2005

La escultura es una disciplina a la que se enfrenta en contadas ocasiones. Desde la infancia mostró aptitudes para la escultura, comenzando a modelar barro a una pronta edad. En el campo tridimensional de la escultura utiliza generalmente terracota, yeso, y bronce,o resina con polvo de mármol, sin renunciar a otros materiales que puedan enriquecer el resultado final de la obra.
En 2005 recibió el encargo de hacer el Monumento a la encajera de Arbós, obra en bronce que se encuentra situado en una de las rotondas, de la N-340 a la entrada de Arbós (Tarragona) y que fue inaugurada por el entonces consejero de Comercio y Turismo de la Generalidad de Cataluña, Josep Huguet.

## Obra seleccionada
- "El sueño" 1986. técnica mixta sobre lino 132 x 229 cm, Colección Lavalin, Montreal.
- "Odalisca" 1987. técnica mixta sobre lino 132 x 229 cm, Colección Kauffman, Montreal.
- "Las lineas de luz" 1982. óleo sobre lino  73 x 64 cm. Colección particular, Vancouver.
- "Les salas de espera" 1983. óleo sobre lino 122 x 122 cm. Colección particular, Montreal.
- "Las edades del Hombre" 1984. óleo sobre lino 67 x 76 cm. Colección particular, Montreal.
- "Tête d'homme" 2005. pequeña escultura en bronce 12 x 7 x 9 cm. Colección Madeleine Parizeau, Paris.
- "El rapto de Europa" [1]  1999. técnica mixta sobre lino 60 x 60 cm. Colección particular, Barcelona.
- "El Juicio de Paris" 1999. óleo sobre lino 65 cm × 81 cm. Colección particular, Barcelona.
- "La lluna ofesa" 2002. técnica mixta sobre lino  60 x 60 cm, Colección particular, Barcelona.
- "La encagera de l'Arboç" 2005. escultura en bronce  200 x 200 x 84 cm, Monumento público,Tarragona.
- "El vino de los amantes" 2012. técnica mixta sobre lino 100 x 300 cm, Colección particular, Barcelona.
- "The energy of memories" 2014. técnica mixta sobre lino 50 x 150 cm, Colección particular, Barcelona.